# Волошин В'ячеслав Степанович
В'ячеслав Степанович Волошин (нар. 11 вересня 1952, м. Броди) — український вчений, професор, завідувач кафедри охорони праці та навколишнього середовища Приазовського державного технічного університету, із 2003 по 2022 рік — ректор Приазовського державного технічного університету.

## Біографія
В'ячеслав Волошин народився 11 вересня 1952 року. У 1975 році закінчив Жданівський металургійний інститут, у 1979 році — аспірантуру (у тому ж закладі).
З 1979 року працює в Приазовському державному технічному університеті (Жданівському металургійному інституті): до 1984 року молодшим науковим співробітником, потім асистентом (1984–1988 роки); доцентом (1988–1990 роки), професором (1990–1992 роки), деканом енергетичного факультету (1992–1994 роки), з 1994 року завідувачем кафедри охорони праці та навколишнього середовища, проректором по навчальній роботі (1995–2003 роки). З 2003 по 2022 рік — працював ректором Приазовського державного технічного університету.

## Наукова діяльність
В'ячеслав Волошин захистив кандидатську дисертацію у 1983 році, у 1991 році — докторську.
В сферу його наукових інтересів входить екологічна безпека промислових регіонів, захист навколишнього природного середовища, охорона прибережних зон Приазов'я та захист Азовського моря, радіологічна безпека прибережної зони. Волошин брав участь у створенні системи захисту від теплового випромінювання при обслуговуванні металургійних агрегатів.
За його ініціативою створені Інститут екології Азовського моря Академії наук Вищої школи України та Азовська науково-дослідницька екологічна станція.
Член спеціалізованої ради із захисту кандидатських дисертацій Запорізького індустріального інституту. Є автором понад 160 наукових публікацій, у тому числі трьох монографій, 120 статей та 39 винаходів.